# Хтонофіла
Хтонофі́ла' (дав.-гр. Χθονοφύλη) — персонаж давньогрецької міфології, царівна, дочка царя міста Сікіон Сікіона і Зевксіппи. Народила від Гермеса Поліба, а пізніше від Діоніса Фліанта.